# 熊本東郵便局

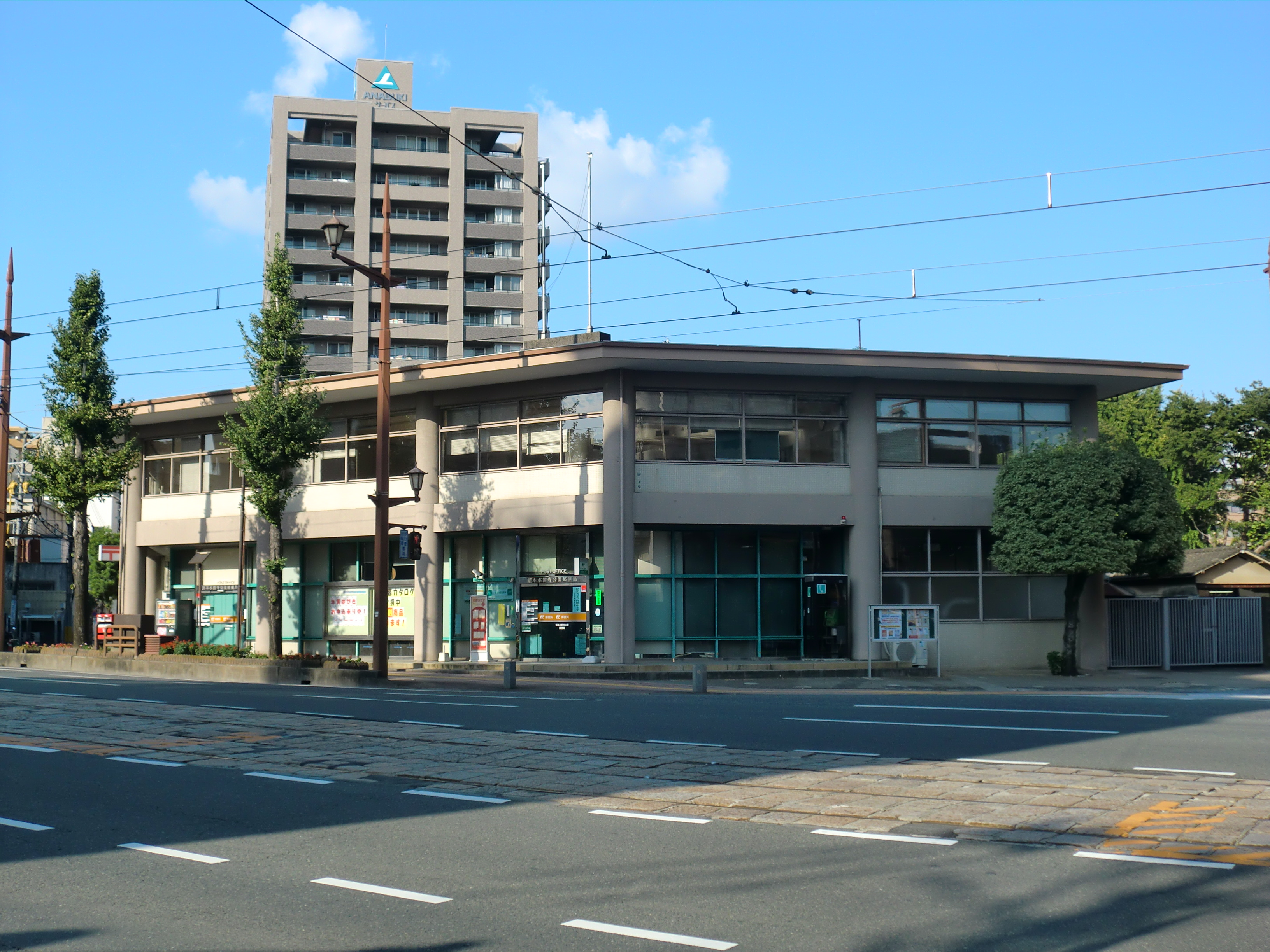
以前の熊本東郵便局（のちの熊本水前寺公園郵便局）※現在は解体済み。

熊本東郵便局（くまもとひがしゆうびんきょく）は、熊本県熊本市東区にある郵便局。民営化以前の分類では集配普通郵便局であった。

## 概要
住所：〒862-8799 熊本県熊本市東区錦ヶ丘1-10

### 分室
分室はない。過去に存在した分室は次のとおり。
- 貯金事務センター内分室 (71117A)
当初の名称は貯金局内分室。熊本地方貯金局が1975年（昭和50年）に熊本市花畑町から大江に移転したことに伴い設置された[1]。その後、1984年（昭和59年）に貯金事務センター内分室に改称。2004年（平成16年）1月5日に熊本貯金事務センターが廃止された[2]ことに伴い、廃止された（営業は2003年（平成15年）12月をもって終了）。
- 保険分室 - 1950年（昭和25年）に廃止。

## 沿革
- 1881年（明治14年）9月 - 熊本郵便局北坪井町（きたつぼいまち）分局として開設[3]。
- 1882年（明治15年）1月2日 - 熊本郵便局坪井町分局に改称。同年4月16日より為替・貯金取扱を開始。
- 1883年（明治16年） - 熊本郵便局北坪井町支局となる。
- 1886年（明治19年）4月22日 - 熊本北坪井町郵便受取所となる。
- 1893年（明治26年）11月1日 - 坪井町郵便受取所に改称。
- 1898年（明治31年）11月16日 - 熊本坪井町郵便受取所に改称。
- 1901年（明治34年）2月15日 - 熊本郵便電信局坪井支局となる。
- 1903年（明治36年）4月6日 - 通信官署官制の施行に伴い熊本坪井郵便局（二等）となる。
- 1949年（昭和24年）6月1日 - 局内に、熊本電報局熊本坪井郵便局内分室が設置[4]。
- 1950年（昭和25年）7月16日 - 保険分室を廃止[5]。
- 1962年（昭和37年）3月12日 - 熊本市南千反畑町から同市出水町（のち、住居表示により水前寺公園）へ移転すると共に、熊本東郵便局に改称。同日、電話通話および和文電報受付業務を開始。
- 1977年（昭和52年）4月1日 - 貯金局内分室を、熊本市大江三丁目に設置。
- 1978年（昭和53年）10月30日 - 熊本市水前寺公園から同市錦ヶ丘へ移転。同日、熊本中央郵便局から地域区分局業務を移管、同年12月1日、旧局舎を利用して無集配特定郵便局である熊本水前寺公園郵便局を開局。
- 1984年（昭和59年）7月1日 - 貯金局内分室を貯金事務センター内分室に改称。
- 1988年（昭和63年） - 熊本市東部の一部地区（小山町・戸島町）の集配業務を木山郵便局[6]から移管。
- 1993年（平成5年）7月1日 - 外国通貨の両替および旅行小切手の売買に関する業務取扱を開始。
- 2004年（平成16年）1月4日 - 貯金事務センター内分室を廃止[7]。
- 2004年（平成16年）10月12日 - 地域区分局業務を、同日開局した熊本北郵便局に移管。
- 2005年（平成17年）2月21日 - 集配業務の一部を熊本北郵便局に移管すると共に、秋津郵便局から集配業務を移管。
- 2007年（平成19年）10月1日 - 民営化に伴い、併設された郵便事業熊本東支店に一部業務を移管。
- 2012年（平成24年）10月1日 - 日本郵便株式会社発足に伴い、郵便事業熊本東支店を熊本東郵便局に統合。

## 取扱内容
- 郵便、印紙、ゆうパック、内容証明
- 貯金、為替、振替、振込、国際送金、外貨両替・トラベラーズチェック、国債、投資信託
- 生命保険、バイク自賠責保険、自動車保険、変額年金保険、がん保険、引受条件緩和型医療保険
- ゆうちょ銀行ATM
- 熊本市東区の一部、中央区の一部、南区の一部地域（〒862-09xxおよび〒861-21xx）の集配業務
- ゆうゆう窓口

## 風景印
- 図案は水前寺成趣園・熊本城遠望。局名表記は「熊本東」
- 使用開始日は1962年（昭和37年）3月12日

## 周辺
- 熊本県庁
- 東区役所 東部出張所
- 健軍神社
- 陸上自衛隊健軍駐屯地・西部方面総監部
- 熊本県立熊本工業高等学校
- 熊本マリスト学園中学校・高等学校
- 熊本市立錦ヶ丘中学校
- 熊本市立健軍小学校
- 国道57号

## アクセス
- 熊本市電健軍線 健軍校前電停から徒歩約16分
- 熊本都市バス、九州産交バス 東部出張所前停留所下車
- 九州自動車道 益城熊本空港ICから西へ約3km
- 駐車場あり：23台